# RMS Franconia (1910)

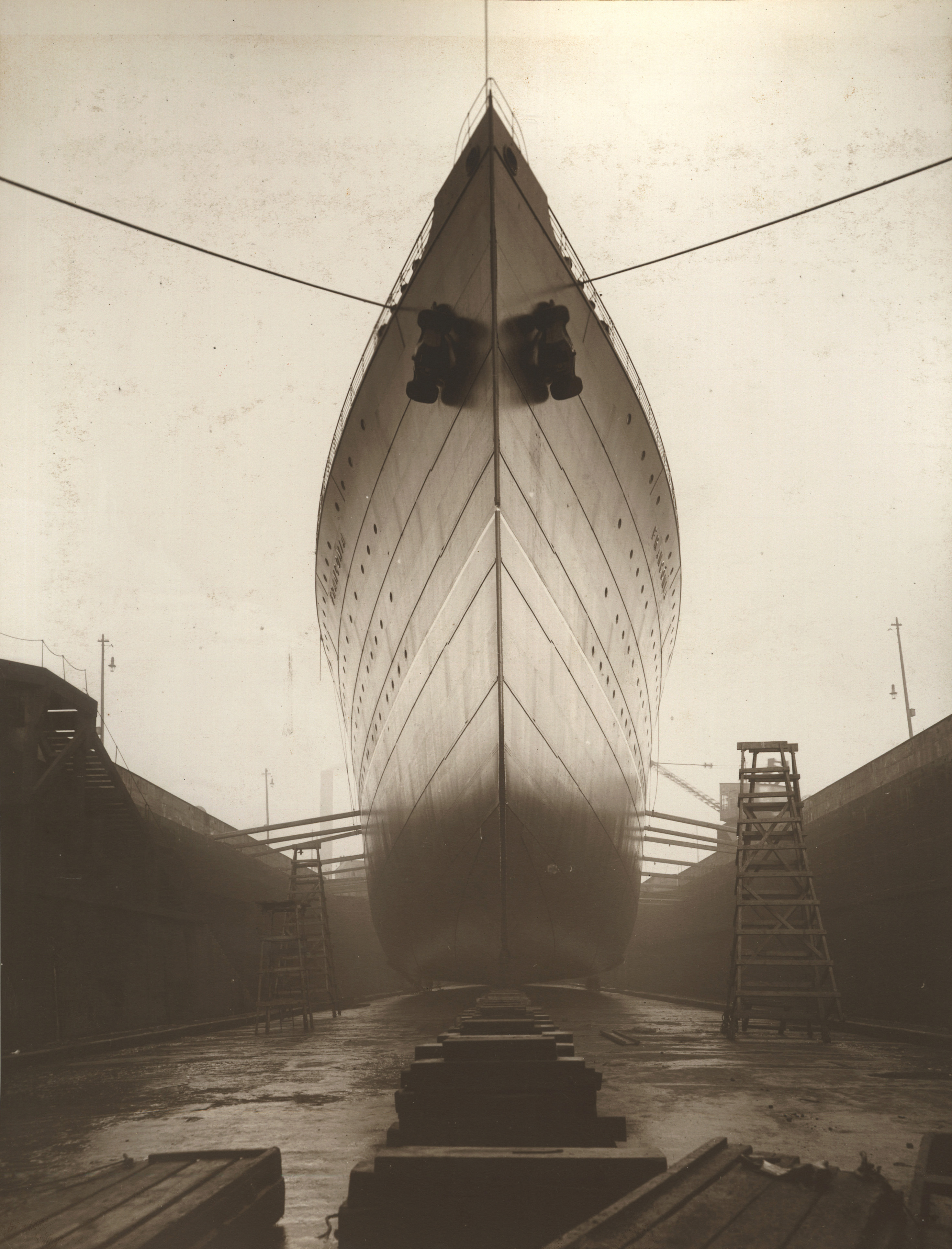
Scafo nel bacino di carenaggio, 1910

L'RMS Franconia è stato un transatlantico britannico di proprietà della Cunard Line. Fu varato il 23 luglio 1910 nei cantieri Swan Hunter a Newcastle upon Tyne.
Dopo alcuni anni di servizio principalmente nel Nord Atlantico venne impiegata come unità per il trasporto truppe all'inizio del 1915.
Il 4 ottobre 1916 mentre era in rotta verso Salonicco venne silurata ed affondata dall U-Boot tedesco SM UB-47 195 miglia ad est di Malta. In quel momento la nave non aveva a bordo truppe ma 12 dei 314 membri dell'equipaggio morirono.